# Heilig Kruiskerk (Münster)
De Heilig-Kruiskerk in de Duitse stad Münster is een rooms-katholiek kerkgebouw in de wijk Kreuzviertel ten noorden van de historische binnenstad.

## Architectuur
De kerk is een neogotische basilica met een grondplan van een kruis. De viering is stervormig en draagt op het hier verhoogde dak een slanke dakruiter. De toren van de kerk heeft een hoogte van 87 meter.

## Geschiedenis
De eerste steen werd gelegd door bisschop Hermann Dingelstad. Het ontwerp van de kerk was afkomstig van architectenbroers Bernhard en Hilger Hertel. In 1902 werd de kerk gewijd als rectoraatskerk van de Onze-Lieve-Vrouwekerk-overwater. Vanaf 1905 werd de kerk de status van parochiekerk verleend. De toren van de Heilig-Kruiskerk werd in 1908 voltooid. In 1913 telde de kerk al 7.000 parochianen.
Tot aan de voltooiing van de wederopbouw van de Sint-Paulusdom na de Tweede Wereldoorlog diende de Heilig-Kruiskerk als kathedraal. In 1946 vierde de juist benoemde kardinaal Clemens August von Galen hier zijn eerste en enige ponteficale mis als kardinaal. Slechts vijf dagen later werd hier een requiem opgedragen voor de plotseling gestorven kardinaal.
Medio jaren 80 vond er een omvangrijke restauratie van het interieur plaats. De Heilig-Kruisparochie fuseerde in 2001 met de Sint-Bonifatius- en Drievuldigheidsparochie tot één Heilig-Kruisparochie.